# Марченков, Андрей Андреевич
Андрей Андреевич Марченков (род. 31 мая 1987, Рославль) — российский серийный преступник. В 2021 году признан виновным по статьям о мошенничестве и краже в отношении граждан — жителей Москвы, в основном — одиноких пенсионерок. Его криминальная деятельность в 2017—2018 получила широкий резонанс в СМИ и личную реакцию главы СКР Александра Бастрыкина. В 2024 году он снова стал героем новостей — после того как, по версии его жены, бьюти-блогера Ирины Сороки, отказался продолжать вторжение на Украину, где проходил военную службу по контракту, бежал из местоположения части и через неделю после этого получил Орден Мужества. Весной 2025 года стал подозреваемым в уголовном деле о серийном взяточничестве.

## Биография
Родился 31 мая 1987 года в г. Рославль Смоленской области. Детство провел в селе Ершичи того же региона. Учился в Можайской военной академии, однако был оттуда исключен, ушел на срочную военную службу, демобилизовался в 2015 году в звании сержанта. Осенью 2017 года оказался в центре скандала, когда завладел крупными суммами денежных средств жителей дома 7 по улице Пилота Нестерова на севере Москвы, где работал прорабом на капитальном ремонте. Ему была посвящена целая серия сюжетов на федеральных телеканалах и в центральных СМИ. Статьи носили ироничный характер. К Марченкову применялись эпитеты «прораб Андрюшенька» и «смоленский вор». В публикации «Российской газеты» Андрей Марченков назван «30-летним полноватым прорабом», «сельским пареньком из смоленских Ершичей», общая сумма денег, которыми он сумел завладеть за короткий период времени — более 2 миллионов рублей.

## Похождения в Липецке
Летом 2016 года он нанял рабочих для нового цеха автозавода Haval в Липецкой области. Те приехали, в авральном режиме трудились на пуске производства. Марченков, взяв с заказчика солидные средства якобы на зарплату, скрылся с ними в неизвестном направлении. Показания свидетелей были зачитаны на суде в Москве в 2020 году на процессе по другому делу
. В мае 2025 года в интерьвью «Радио Свобода» один из постадавших признался, что Марченков обещал ему за работы в 2016 году в Липецке 800 000 рублей, дал расписку, после чего исчез.

## Мошенничество в Москве
Первая публикация о Марченкове появилась 5 октября 2017 года в эфире телеканала «Москва 24». В сюжете программы «Специальный репортаж» рассказывалось о его деятельности. Двое рабочих, приехавших в столицу из Ставропольского края заявили на камеру, что Марченков обманул их, не заплатив денег за демонтажные работы в квартире пострадавшей пенсионерки. Одну из пенсионерок на глазах съемочной группы увезли на скорой прямо из опорного пункта полиции, куда она принесла заявление на Марченкова. В ходе телефонного интервью прораб пообещал со всеми расплатиться, а также личную встречу журналисту, однако ни одно из своих обещаний не исполнил.
10 октября 2017 года газета «Вечерняя Москва» опубликовала статью из которой выяснилось, что одна из пострадавших пенсионерок отдала Марченкову 400 000 рублей на фиктивный ремонт, при этом находчивый прораб сумел обойти почти весь подъезд и у многих жителей брал взаймы деньги, рассказывая о трудном семейном положении.
13 октября 2017 года скандал вышел на федеральный уровень. Марченков стал героем программы «Человек и закон» на Первом канале. Съемочной группе удалось отыскать его, спящего в строительной бытовке в соседнем жилом квартале. Прораб ерничал на камеру и публично пообещал расплатиться на следующий день со всеми у кого он их взял в долг и кому не сделал ремонт. Однако с момента съемки программы до выхода сюжета в эфир прошло более недели и Марченков никому деньги не вернул. Репортеры взяли интервью у заместителя директора ООО «Арин» Ольги Зильман и у главного инженера Игоря Кононихина, которые заявили что Марченков больше с ними не работает и не имеет к ним никакого отношения. Однако в ходе полемики с пострадавшими жителями, попавшей в кадр, инженер признал, что Марченков действительно был прорабом, руководившим работами в доме. Рабочие на камеру признались, что никаких стройматериалов Марченков не закупал, а несколько мешков сухих смесей, которые появились в квартирах граждан, были украдены с ближайшей стройки
21 октября 2017 года тиражом более 3 миллионов экземпляров вышел еженедельный выпуск издания правительства РФ «Российская газета». Целая полоса была посвящена Марченкову и обманутым им гражданам. Автор публикации — обозреватель Юрий Снегирев. В статье «Вор должен. Как прораб нагрел стариков на миллионы» сообщаются новые детали истории. Марченков называется «пареньком из смоленских Ершичей», «бывшим лейтенантом ПВО» и «молодым ушлым человеком», собравшим со старушек более 2 миллионов рублей. Автор указывает, что Марченков обладает незаурядными актерскими способностями и «даже у парализованной бабушки этот удивительный наглец умудрился выманить три тысячи рублей на… лекарства для детей». Другой пенсионерке, по ее словам, Марченков рассказывал историю про то, что его выселяют из квартиры вместе с беременной женой и несколькими детишками и срочно нужны деньги на продление аренды жилья, пенсионерка дала ему 15 000 рублей после того как прораб перед упал на колени, однако позднее выяснилось, что Марченков — холост и живет один.
22 октября 2017 года смоленский портал «Главная тема» опубликовал статью «Ушлый парень из Ершичей обманул московских пенсионерок на 2 миллиона рублей», рассказывающую о деятельности Андрея Марченкова, а на следующий день — 23 октября статью о нем же напечатала газета «Смоленские новости» под заголовком «Житель Ершичей обманывал пенсионерок из Москвы»: «Наивные старики сами отдавали деньги „прорабу“. Мужчина даже начал вести работы, а позже сообщил, что собранных денег не хватило, и по этой причине работы остановлены. Москвички вынуждены жить в разрушенных квартирах».
28 октября 2017 года газета «Комсомольская правда» опубликовала репортаж Олега Адамовича и Павла Клокова «Как один прораб кинул жильцов московской многоэтажки на два миллиона рублей
Ремонтник насобирал с доверчивых граждан денег, пообещав превратить их квартиры в дворцы». Одна из пострадавших по имени Валентина «пустила его в свою квартиру делать ремонт. Заключила с прорабом договор на 420 тысяч рублей. Но работы были приостановлены почти сразу после того, как начались». Сообщается, что пострадавшая приехала в свою квартиру и обнаружила, что в ней проживает шесть человек. Все заядлые курильщики и к тому же пьющие. Свежая штукатурка покрылась грибком и плесенью. Некоторые личные вещи пропали. Один из рабочих по имени Сергей рассказал «КП», что все материалы Андрей брал со стройки капремонта. Так же, как и весь инструмент. Марченков заявил авторам, что не украл со стройки ни одного самореза и вновь пообещал со всеми расплатиться «буквально сегодня-завтра». В тот же день Марченкову посвятила свою публикацию «Смоленская народная газета» под заголовком «Смоленский Андрюша обманул москвичей, пообещав им дворцы».

30 октября 2017 года сюжет о нем показала программа «Вести Москва» телеканала «Россия 1». Из репортажа следовало, что число пострадавших исчисляется десятками. В телефонном разговоре с журналистом все отрицал: 
— Вы взяли столько денег у огромного количества людей — больше 20 человек мы насчитали.
— У каких?
— Больше 20 жителей, у которых Вы брали деньги.
— Я ни у кого ничего не брал. Пускай они мне скажут, у кого я и что брал. Какой-то бред несут полнейший!
.
21 декабря 2017 года ОМВД по району «Аэропорт» ГУ МВД по городу Москве возбудило уголовное дело по статье «Мошенничество». Корреспонденту издания Марченков заявил, что «все идет к тому, что меня арестуют», а участковый Сергей Шульгин, который несколько раз подряд выносил отказы в возбуждении уголовного дела, «выглядел очень напуганным. Наверное, хвост накрутили»
16 января 2018 года Марченкову был посвящен очередной репортаж программы «Вести Москва». Корреспонденты обнаружили новую пострадавшую — пожилую жительницу того же дома по улице Пилота Нестерова Ларису Романову. Тот обобрал ее на 400 тысяч рублей, втёршись в доверие выманил у нее сбережения якобы на ремонт квартиры, забрал банковскую карту и набрал кредитов в банках и микрофинансовых организациях на ее имя. Забрал ключи от квартиры пенсионерки и чувствовал себя там настоящим хозяином
В январе 2018 года вышел еще один репортаж на телеканале «Москва 24», одна из героинь программы, психолог по профессии, также пострадавшая от деятельности Марченкова, пришла к выводу что тот активно использует технологии НЛП, выманивая деньги у своих жертв.
22 ноября 2021 года Марченков после третьего по счету судебного процесса (результаты первых двух он обжаловал) был признан виновным по всем пунктам обвинения и приговорен к 5 годам лишения свободы Савёловским районным судом Москвы. Весь срок он отбыл в СИЗО и сразу после оглашения приговора оказался на свободе

## Бегство с войны
В 2024 году о Марченкове появились публикации сразу в нескольких СМИ. Журнал «Холод» рассказал, что в 2022 году Марченков подписал контракт с ЧВК «Вагнер», затем — летом 2023 года стал военнослужащим ВС РФ и получил позывной «Смоленск». В июле 2024 года принимал участие в боях за село в Харьковской области Украины. Однако в том же месяце, по данным издания, был «посажен в яму» за вымогательства у сослуживцев, которыми он командовал в звании лейтенанта. После чего с помощью супруги Ирины сумел сбежать из местоположения части. Через неделю после побега вышел приказ Президента РФ Владимира Путина о награждении Марченкова Орденом Мужества, к которому тот был представлен ранее за штурм украинского посёлка Глубокое

## 2025 год. Новое уголовное дело
14 мая 2025 года проект «Радио Свобода» «Север реалии» опубликовал расследование, согласно которому в период своей военной службы Марченков совершил целую серию тяжких преступлений, включая мародерство и торговлю военным оборудованием. Издание сообщило, что против Марченкова возбуждено уголовное дело. Показания на него дали несколько сослуживцев, утверждавшие, что их бывший командир брал с них деньги за то, чтобы не отправлять их «открывашками» — то есть на штурм. Однако все равно посылал в самое пекло. Часть из тех, кто «откупился», оказались на так называемом «передке» и погибли. Суммы взяток были от 500 000 до 3 миллионов рублей. Там же, на войне получил звание лейтенанта. Сам Марченков добыл фиктивную справку о мнимой болезни, после чего сумел избежать преследования за самовольное оставление части в 2024 году. После бегства с войны Марченков подарил жене Ирине Сороке белый Мерседес GLX, а она ему белый Haval, семейная пара обзавелась домом в охраняемом коттеджном поселке и активно путешествовали по стране. Марченков открыл автомоечный комплекс в Лыткино на Пятницком шоссе в Подмосковье, при этом он продолжал оставаться военнослужащим и был прикреплен к военной части РВСН в Тимоново. Пенсионерки, пострадавшие от его деятельности в 2017 году, по состоянию на 2025 год продолжали пытаться получить украденные у них деньги с помощью ФССП, но без результата
В июне 2025 года издание «Медиазона» выяснило, что против Марченкова возбудили уголовное дело о получении взятки по заявлению сослуживцев, у которых он вымогал деньги. Супруга одного из пострадавших опубликовала в соцсетях скриношоты сообщений 2023 года своему мужу от Марченкова, в котором тот требовал престижную бытовую технику и дорогой импортный алкоголь. По словам бывших подчиненных, они переводили Марченкову деньги как на его счета, так и на счета его жены-блогера Ирины Сороки. Один из пострадавших утверждает, что его мать перевела Сороке 500 тысяч рублей, чтобы ее сына не отправляли на штурм «в первой линии». При этом мужчину все равно отправили, и из всей его группы после этого выжили только три человека. Участник войны констатировал, что Марченков собрал с бойцов более 20 млн рублей. Подкаст «Ты иноагент» уточнил, что дело ведет управление Военно-следственного комитета РФ по Белгородскому гарнизону и возбуждено оно по части 5 статьи 290 УК РФ — о получение взятки в крупном размере, с вымогательством либо группой лиц.
По состоянию на июль 2025 года, по данным телеграм-канала его супруги Ирины Сороки, сумел получить категорию «Д», освобождающую от прохождения военной службы и отправился с женой отдыхать в Сочи.

## Семья
- Первая жена, от которой имеет сына, проживает в Щелково, Московской области
- Вторая жена — бьюти-блогер Ирина Сорока
- Мать — Галина Евсеенкова-Марченкова, заместитель директора школы в селе Ершичи Ершичского района Смоленской области[23]
- Есть родной брат, ранее служивший в полиции.